# Joshua Jortner
Joshua Jortner (în ebraică: יהושע יורטנר Yehoshua Jortner (n. 14 martie 1933, Tarnów, voievodatul Polonia Mică, Polonia) este un chimist israelian, cu activitate in  chimia fizică, membru de onoare al Academiei Române (din 1991).profesor emerit la Universitatea din Tel Aviv. A indeplinit functia de președinte al Academiei Naționale Israeliene de Științe (1986-1995). 

## Cercetare
Jortner a efectuat cercetări în domenii diverse din chimia fizică și teoretică: chimia laserilor, procese multifotonice în molecule, dinamica sistemelor biofizice, procese neradiative de dispersare a energiei, structuri de solvatare inclusiv electronul solvatat, etc.